# Emmanuel Banda
Emmanuel Justine Rabby Banda (Chililabombwe, 29 settembre 1997) è un calciatore zambiano, centrocampista svincolato della nazionale zambiana.

## Carriera

### Nazionale
Ha preso parte alla Coppa delle Nazioni Africane Under-20 2017 in cui la sua nazionale giocava in casa ed ha conquistato la vittoria finale, giocando cinque partite e realizzando una rete.
Viene inserito tra i 23 giocatori selezionati in occasione dei Mondiali di categoria in Corea del Sud.
Ha debuttato in nazionale maggiore il 5 settembre 2017 in occasione della vittoria per 1-0 contro l'Algeria, valida per le qualificazioni ai Mondiali 2018.

## Statistiche

### Cronologia presenze e reti in nazionale
| Cronologia completa delle presenze e delle reti in nazionale ― Zambia | Cronologia completa delle presenze e delle reti in nazionale ― Zambia | Cronologia completa delle presenze e delle reti in nazionale ― Zambia | Cronologia completa delle presenze e delle reti in nazionale ― Zambia | Cronologia completa delle presenze e delle reti in nazionale ― Zambia | Cronologia completa delle presenze e delle reti in nazionale ― Zambia | Cronologia completa delle presenze e delle reti in nazionale ― Zambia | Cronologia completa delle presenze e delle reti in nazionale ― Zambia |
| Data                                                                  | Città                                                                 | In casa                                                               | Risultato                                                             | Ospiti                                                                | Competizione                                                          | Reti                                                                  | Note                                                                  |
| --------------------------------------------------------------------- | --------------------------------------------------------------------- | --------------------------------------------------------------------- | --------------------------------------------------------------------- | --------------------------------------------------------------------- | --------------------------------------------------------------------- | --------------------------------------------------------------------- | --------------------------------------------------------------------- |
| 5-9-2017                                                              | Constantine                                                           | Algeria                                                               | 0 – 1                                                                 | Zambia                                                                | Qual. Mondiali 2018                                                   | -                                                                     | 89’                                                                   |
| 11-11-2017                                                            | Ndola                                                                 | Zambia                                                                | 2 – 2                                                                 | Camerun                                                               | Qual. Mondiali 2018                                                   | -                                                                     | 85’                                                                   |
| 24-3-2018                                                             | Ndola                                                                 | Zambia                                                                | 0 – 2                                                                 | Sudafrica                                                             | Amichevole                                                            | -                                                                     | 82’                                                                   |
| 18-11-2018                                                            | Maputo                                                                | Mozambico                                                             | 1 – 0                                                                 | Zambia                                                                | Qual. Coppa d'Africa 2019                                             | -                                                                     | 67’                                                                   |
| 9-6-2019                                                              | Madrid                                                                | Camerun                                                               | 2 – 1                                                                 | Zambia                                                                | Amichevole                                                            | -                                                                     | 59’                                                                   |
| 16-6-2019                                                             | Marrakech                                                             | Marocco                                                               | 2 – 3                                                                 | Zambia                                                                | Amichevole                                                            | -                                                                     | 68’                                                                   |
| 19-6-2019                                                             | Abu Dhabi                                                             | Costa d'Avorio                                                        | 4 – 1                                                                 | Zambia                                                                | Amichevole                                                            | -                                                                     | 66’                                                                   |
| 10-10-2021                                                            | Lusaka                                                                | Zambia                                                                | 1 – 1                                                                 | Guinea Equatoriale                                                    | Qual. Mondiali 2022                                                   | -                                                                     | 80’                                                                   |
| 13-11-2021                                                            | Lusaka                                                                | Zambia                                                                | 4 – 0                                                                 | Mauritania                                                            | Qual. Mondiali 2022                                                   | -                                                                     | 82’                                                                   |
| 16-11-2021                                                            | Tunisi                                                                | Tunisia                                                               | 3 – 1                                                                 | Zambia                                                                | Qual. Mondiali 2022                                                   | -                                                                     |                                                                       |
| 25-3-2022                                                             | Brazzaville                                                           | Rep. del Congo                                                        | 1 – 3                                                                 | Zambia                                                                | Amichevole                                                            | -                                                                     | 62’                                                                   |
| 27-3-2022                                                             | Antalya                                                               | Zambia                                                                | 1 – 2                                                                 | Benin                                                                 | Amichevole                                                            | -                                                                     | 45’                                                                   |
| 3-6-2022                                                              | Yamoussoukro                                                          | Costa d'Avorio                                                        | 3 – 1                                                                 | Zambia                                                                | Qual. Coppa d'Africa 2023                                             | -                                                                     | 45’                                                                   |
| 7-6-2022                                                              | Lusaka                                                                | Zambia                                                                | 2 – 1                                                                 | Comore                                                                | Qual. Coppa d'Africa 2023                                             | -                                                                     | 61’                                                                   |
| 23-9-2022                                                             | Bamako                                                                | Mali                                                                  | 1 – 0                                                                 | Zambia                                                                | Amichevole                                                            | -                                                                     |                                                                       |
| 26-9-2022                                                             | Bamako                                                                | Mali                                                                  | 0 – 0                                                                 | Zambia                                                                | Amichevole                                                            | -                                                                     |                                                                       |
| 17-11-2022                                                            | Petah Tikva                                                           | Israele                                                               | 4 – 2                                                                 | Zambia                                                                | Amichevole                                                            | -                                                                     |                                                                       |
| 23-3-2023                                                             | Ndola                                                                 | Zambia                                                                | 3 – 1                                                                 | Lesotho                                                               | Qual. Coppa d'Africa 2023                                             | -                                                                     |                                                                       |
| 26-3-2023                                                             | Soweto                                                                | Lesotho                                                               | 0 – 2                                                                 | Zambia                                                                | Qual. Coppa d'Africa 2023                                             | -                                                                     |                                                                       |
| 17-6-2023                                                             | Ndola                                                                 | Zambia                                                                | 3 – 0                                                                 | Costa d'Avorio                                                        | Qual. Coppa d'Africa 2023                                             | -                                                                     |                                                                       |
| 9-9-2023                                                              | Moroni                                                                | Comore                                                                | 1 – 1                                                                 | Zambia                                                                | Qual. Coppa d'Africa 2023                                             | -                                                                     | 84’                                                                   |
| 12-10-2023                                                            | al-'Ayn                                                               | Egitto                                                                | 1 – 0                                                                 | Zambia                                                                | Amichevole                                                            | -                                                                     | 68’                                                                   |
| 17-10-2023                                                            | Sharja                                                                | Zambia                                                                | 3 – 0                                                                 | Uganda                                                                | Amichevole                                                            | -                                                                     |                                                                       |
| 17-11-2023                                                            | Ndola                                                                 | Zambia                                                                | 4 – 2                                                                 | Rep. del Congo                                                        | Amichevole                                                            | -                                                                     |                                                                       |
| 21-11-2023                                                            | Marrakech                                                             | Niger                                                                 | 2 – 1                                                                 | Zambia                                                                | Qual. Mondiali 2026                                                   | -                                                                     |                                                                       |
| 17-1-2024                                                             | San-Pédro                                                             | RD del Congo                                                          | 1 – 1                                                                 | Zambia                                                                | Coppa d'Africa 2023 - 1º turno                                        | -                                                                     | 55’                                                                   |
| 21-1-2024                                                             | San-Pédro                                                             | Zambia                                                                | 1 – 1                                                                 | Tanzania                                                              | Coppa d'Africa 2023 - 1º turno                                        | -                                                                     |                                                                       |
| 24-1-2024                                                             | San-Pédro                                                             | Zambia                                                                | 0 – 1                                                                 | Marocco                                                               | Coppa d'Africa 2023 - 1º turno                                        | -                                                                     |                                                                       |
| 23-3-2024                                                             | Lilongwe                                                              | Zambia                                                                | 2 – 2 (5 – 6 dtr)                                                     | Zimbabwe                                                              | Amichevole                                                            | -                                                                     |                                                                       |
| 26-3-2024                                                             | Lilongwe                                                              | Malawi                                                                | 1 – 2                                                                 | Zambia                                                                | Amichevole                                                            | -                                                                     | 62’                                                                   |
| 7-6-2024                                                              | Agadir                                                                | Marocco                                                               | 2 – 1                                                                 | Zambia                                                                | Qual. Mondiali 2026                                                   | -                                                                     | 86’                                                                   |
| 11-6-2024                                                             | Ndola                                                                 | Zambia                                                                | 0 – 1                                                                 | Tanzania                                                              | Qual. Mondiali 2026                                                   | -                                                                     | 67’                                                                   |
| 15-10-2024                                                            | Yaoundé                                                               | Ciad                                                                  | 0 – 1                                                                 | Zambia                                                                | Qual. Coppa d'Africa 2025                                             | -                                                                     |                                                                       |
| 15-11-2024                                                            | Ndola                                                                 | Zambia                                                                | 1 – 0                                                                 | Costa d'Avorio                                                        | Qual. Coppa d'Africa 2025                                             | -                                                                     |                                                                       |
| 19-11-2024                                                            | Monrovia                                                              | Sierra Leone                                                          | 0 – 2                                                                 | Zambia                                                                | Qual. Coppa d'Africa 2025                                             | 1                                                                     | 31’ 69’                                                               |
| Totale                                                                |                                                                       | Presenze                                                              | 35                                                                    |                                                                       | Reti                                                                  | 1                                                                     |                                                                       |

## Palmarès

### Nazionale
- African Youth Championship: 1

Zambia 2017